# Dahmer – Potwór: Historia Jeffreya Dahmera
Dahmer – Potwór: Historia Jeffreya Dahmera (tytuł oryginalny: Dahmer – Monster: The Jeffrey Dahmer Story) – amerykański miniserial biograficzny z 2022 roku. Opowiada o zbrodniach seryjnego mordercy Jeffreya Dahmera, w którego wcielił się Evan Peters. Dziesięcioodcinkowy miniserial został wyprodukowany przez wytwórnie Prospect Films i Ryan Murphy Productions jako produkcja oryginalna serwisu strumieniowego Netflix, gdzie został w całości udostępniony 21 września 2022.
7 listopada 2022 Netflix ogłosił plan stworzenia serialu antologicznego Monster, w którym każdy sezon skupia się na innym seryjnym mordercy. Dahmer – Potwór: Historia Jeffreya Dahmera jest jego pierwszym sezonem, a dwa kolejne zostały zamówione u tych samych wytwórni.

## Fabuła
Miniserial opowiada o amerykańskim seryjnym mordercy, nekrofilu i kanibalu Jeffreyu Dahmerze, który w latach 1978–1991 zamordował 17 mężczyzn i chłopców. Fabuła przedstawia dzieciństwo i dorastanie Dahmera, jego relacje z rodziną (zwłaszcza ojcem Lionelem i babką Catherine), problemy z adaptacją społeczną, okres zbrodni, aresztowanie i pobyt w więzieniu. Miniserial skupia się także na perspektywie zabitych mężczyzn i ich rodzin oraz sąsiadki Dahmera, Glendy Cleveland. Porusza ponadto temat niekompetencji i uprzedzeń policji Wisconsin, w wyniku których Dahmer mógł kontynuować swoje zbrodnie.

## Obsada

### Główna
- Evan Peters jako Jeffrey Dahmer
- Richard Jenkins jako Lionel Dahmer
- Molly Ringwald jako Shari Dahmer
- Michael Learned jako Catherine Dahmer
- Niecy Nash jako Glenda Cleveland

### Drugoplanowa i gościnna
- Michael Beach jako Dennis Murphy
- Dia Nash jako Sandra Smith
- Shaun J. Brown jako Tracy Edwards
- Colby French jako Patrick Kennedy
- Mac Brandt jako Robert Rauth
- Grant Harvey jako Rolf Mueller
- Matthew Alan jako Joseph Gabrish
- Scott Michael Morgan jako John Balcerzak
- Josh Braaten jako Lionel Dahmer (młodszy)
- Savannah Brown jako Joyce Dahmer (młodsza)
- Nick A. Fisher jako Jeffrey Dahmer (młodszy)
- Tenz McCall jako David Dahmer
- Cameron Cowperthwaite jako Steven Hicks
- Penelope Ann Miller jako Joyce Flint / Joyce Dahmer
- Vince Hill-Bedford jako Steven Tuomi
- Nigel Gibbs jako Jesse Jackson
- Blake Cooper Griffin jako Charles
- Dyllón Burnside jako Ronald Flowers
- Matt Cordova jako detektyw Rauss
- David Barrera jako naczelnik Arreola
- Brandon Black jako Dean Vaughn
- Rodney Burford jako Tony Hughes
- Karen Malina White jako Shirley Hughes
- Raymond Watanga jako Sopa Princewill
- Khetphet Phagnasay jako Southone Sinthasomphone
- Kieran Tamondong jako Konerak Sinthasomphone
- Brayden Maniago jako Somsack Sintasomphone
- Colin Ford jako Chazz
- Furly Mac jako Christopher Scarver
- Ken Lerner jako Joe Zilber
- Jeff Harms jako Jesse Anderson
- Dominic Burgess jako John Wayne Gacy

## Lista odcinków
| Nr | Tytuł                        | Tytuł oryginalny                      | Reżyseria      | Scenariusz                                              |
| --- | ---------------------------- | ------------------------------------- | -------------- | ------------------------------------------------------- |
| 1 | Odc. pierwszy                | Bad Meat                              | Carl Franklin  | Ryan Murphy i Ian Brennan                               |
| Jeffrey więzi w swoim mieszkaniu poznanego w barze Tracy’ego, któremu udaje się uciec i zgłosić sprawę policjantom. Jeffrey zostaje aresztowany, a jego sąsiadka Glenda ma za złe policji, że ignorowała jej wcześniejsze wezwania.                                   |                              |                                       |                |                                                         |
| 2 | Nie odchodź                  | Please Don’t Go                       | Clement Virgo  | Ryan Murphy i Ian Brennan                               |
| W dzieciństwie Jeffrey ma problemy z rodziną i adaptacją w szkole. Lata później więzi w swoim mieszkaniu 14-letniego Koneraka, który ucieka otumaniony. Wezwani przez Glendę policjanci nie wszczynają śledztwa, wierząc Jeffreyowi, że chłopiec jest jego partnerem. |                              |                                       |                |                                                         |
| 3 | Odstawić Dahmera             | Doin’ A Dahmer                        | Clement Virgo  | Ryan Murphy i Ian Brennan                               |
| Po rozwodzie rodziców 17-letni Jeffrey mieszka sam. W tym czasie dokonuje swojego pierwszego zabójstwa, którego ofiarą pada autostopowicz Steven. |                              |                                       |                |                                                         |
| 4 | Pudełko grzecznego chłopca   | The Good Boy Box                      | Jennifer Lynch | Ryan Murphy i Ian Brennan                               |
| Po skończeniu liceum Jeffrey zamieszkuje z babcią. W tym czasie zostaje usunięty ze studiów, z wojska i z pracy. W klubie gejowskim poznaje, a następnie odurza mężczyzn.                                                                                             |                              |                                       |                |                                                         |
| 5 | Krew na ich rękach           | Blood On Their Hands                  | Jennifer Lynch | Ian Brennan                                             |
| Jeffrey zabija w domu babci kolejnych mężczyzn. Za molestowanie seksualne 13-letniego Somsacka zostaje skazany na rok więzienia. |                              |                                       |                |                                                         |
| 6 | Uciszony                     | Silenced                              | Paris Barclay  | David McMillan i Janet Mock                             |
| Jeffrey rozpoczyna związek z poznanym w barze głuchoniemym Tonym. Wkrótce go zabija i spożywa jego mięso. |                              |                                       |                |                                                         |
| 7 | Kasandra                     | Cassandra                             | Jennifer Lynch | Ian Brennan, Janet Mock i David McMillan                |
| Policja ignoruje notoryczne doniesienia Glendy o odorze, krzykach i dźwiękach maszyn w mieszkaniu Jeffreya. Po jego aresztowaniu policja nadal nie chce z nią współpracować przy śledztwie.                                                                           |                              |                                       |                |                                                         |
| 8 | Lionel                       | Lionel                                | Gregg Araki    | Ian Brennan i David McMillan                            |
| Ojciec Jeffreya, Lionel, usiłuje zrozumieć przyczyny zaburzeń syna. Podczas rozprawy sądowej Jeffrey zostaje skazany na 15-krotne dożywocie. |                              |                                       |                |                                                         |
| 9 | Zmora                        | The Bogeyman                          | Jennifer Lynch | Ian Brennan, David McMillan i Reilly Smith              |
| Glenda i rodziny zamordowanych mężczyzn usiłują żyć z ciężarem emocjonalnym. Lionel wydaje książkę, a Jeffrey otrzymuje w więzieniu liczne listy od fanów. |                              |                                       |                |                                                         |
| 10 | Bóg miłosierdzia, Bóg zemsty | God of Forgiveness, God of Venegeance | Paris Barclay  | Ian Brennan, David McMillan, Reilly Smith i Todd Kubrak |
| Wkrótce po przyjęciu chrztu Jeffrey zostaje zamordowany przez współwięźnia Christophera, który wierzy, że wymierza mu boską sprawiedliwość. |                              |                                       |                |                                                         |

## Produkcja i dystrybucja
2 października 2020 Netflix ogłosił, że zamówił poświęcony Jeffreyowi Dahmerowi miniserial, wówczas zatytułowany Monster: The Jeffrey Dahmer Story. Został on stworzony przez Ryana Murphy’ego i Iana Brennana, którzy są także jego producentami wykonawczymi. Równocześnie Netflix ogłosił, że w ojca Dahmera wcieli się Richard Jenkins, a rozpoczęcie produkcji jest zaplanowane na styczeń 2021. 23 marca 2021 producenci ogłosili, że główne role Dahmera i Glendy Cleveland zagrają Evan Peters i Niecy Nash, zaś w obsadzie drugoplanowej znajdą się Penelope Ann Miller, Shaun Brown i Colin Ford. 31 marca 2021 magazyn Deadline Hollywood doniósł, że Michael Learned wcieli się w Catherine Dahmer, babkę Jeffreya. Zdjęcia kręcono w Los Angeles.
16 września 2022 Netflix ogłosił, że premiera miniserialu została zaplanowana na 21 września tego samego roku. W dniu udostępnienia serialu ukazała się także jego ścieżka dźwiękowa, skomponowana przez Nicka Cave’a i Warrena Ellisa.

## Odbiór

### Recepcja krytyczna
Dahmer – Potwór: Historia Jeffreya Dahmera spotkał się z mieszanym odbiorem pośród krytyków filmowych. Serwis Rotten Tomatoes zagregował 27 jego recenzji, z których 59% była pozytywna. Redaktorzy portalu napisali w podsumowaniu: „Choć Potwór na pozór jest samoświadomy swojej niebezpiecznej gloryfikacji Jeffreya Dahmera, lubieżny styl twórcy Ryana Murphy’ego przenosi ten horror w królestwo delikatnego wyzysku”.
Kayla Cobb z portalu Decider napisała w recenzji: „Monster nie tylko jest dobrze wyreżyserowany, napisany i zagrany. Stanowi nowy przepis na to, jak powinien wyglądać dramat kryminalny, gdy przestaniemy gloryfikować morderców i zaczniemy się skupiać na porażkach systemowych”. Ed Power z „The Daily Telegraph” nazwał miniserial „kompetentnym i rzetelnym studium postaci, które robi wszystko, by wnętrze widza szarpnęło, a skóra pełzała”. Maja Mikołajczyk z portalu NaTemat.pl pochwaliła estetykę wizualną, muzykę i rolę Evana Petersa. Michał Jarecki z serwisu Spider’s Web ocenił miniserial pozytywnie, zwracając uwagę na starania szerokiego przedstawienia historii i rolę Petersa, którą nazwał najlepszą w jego karierze.
Richard Lawson z „Vanity Fair” skrytykował miniserial za gloryfikowanie Dahmera, zbyt długi czas ekranowy poświęcony jego zbrodniom i nieumiejętną analizę jego motywacji. Jen Chaney z portalu Vulture wytknęła zbyt mały czas ekranowy poświęcony perspektywie ofiar Dahmera, niedostatecznie pogłębiony motyw społeczny oraz kolejne obsadzenie Evana Petersa przez Ryana Murphy’ego w roli czarnego charakteru po tym, jak zrobił to kilkukrotnie w serialu American Horror Story. Daniel Fienberg z „The Hollywood Reporter” skrytykował miniserial za chaotyczną strukturę i powtarzalność w pierwszych pięciu odcinkach. Caroline Framke z „Variety” napisała, że miniserial „nie jest w stanie zaspokoić własnej ambicji wyjaśnienia człowieka i nierówności społecznych związanych z jego zbrodniami, nie stając się samemu przy tym wyzyskiem”. Stuart Heritage z „The Guardian” napisał: „Niezdolność serialu do osiągnięcia finezji jest wręcz patologiczna. Zwłaszcza pierwsze kilka odcinków demonstruje wszystkie najgorsze tendencje, jakie ma do zaoferowania gatunek dramatu kryminalnego. Przydługie odcinki mijają bez żadnego zgłębienia czy analizy, a sceny po prostu mijają, jedna masakra po drugiej”.

### Oglądalność
Netflix poinformował, że przez pierwsze pięć dni udostępniania (21–25 września 2022) użytkownicy serwisu obejrzeli łącznie 196,2 miliony godzin miniserialu. Był to najwyższy wynik spośród wszystkich serii (to znaczy pojedynczych sezonów lub miniseriali) serwisu w tygodniu kalendarzowym 19–25 września 2022, zarówno w skali globalnej, jak i w zestawieniach lokalnych w 92 państwach. Był to wynik ponad trzykrotnie lepszy od zajmującego drugiego miejsce w zestawieniu światowym drugim sezonie serialu Przeznaczenie: Saga Winx (60,97 miliony godzin). Co więcej, był to piąty najwyższy wynik od czerwca 2021, kiedy Netflix zaczął publikować swoje statystyki (zaraz po pierwszym sezonie Squid Game, pierwszym sezonie All of Us Are Dead, czwartym sezonie Stranger Things i drugim sezonie Bridgertonów).
W drugim tygodniu kalendarzowym (26 września – 2 października 2022) abonenci Netfliksa obejrzeli łącznie 299,84 miliony godzin miniserialu. Drugi w rankingu tygodniowym był pierwszy sezon serialu Cesarzowa Sisi z 47,2 milionami obejrzanych godzin, czyli ponad sześciokrotnie mniej. Łączny wynik 496,1 obejrzanych godzin w dwóch pierwszych tygodniach kalendarzowych uczynił z Dahmera – Potwora: Historii Jeffreya Dahmera dziewiątą najpopularniejszą anglojęzyczną serię w historii Netfliksa. Serwis poinformował ponadto, że 56 gospodarstw domowych obejrzało wszystkie 10 odcinków.
W trzecim tygodniu kalendarzowym (3–9 października 2022) abonenci Netfliksa obejrzeli łącznie 205,33 miliony godzin miniserialu, co wciąż było najwyższym wynikiem w zestawieniu tygodniowym. Łączny wynik 701,37 milionów obejrzanych do tego czasu godzin uczynił z Dahmera – Potwora: Historii Jeffreya Dahmera drugą najpopularniejszą anglojęzyczną serię w historii serwisu, zaraz za czwartym sezonem Stranger Things.
Do 20 listopada 2022 Dahmer – Potwór: Historia Jeffreya Dahmera jako trzecia seria w historii Netfliksa (po Squid Game i czwartym sezonie Stranger Things) przekroczył próg miliarda obejrzanych godzin.

### Nagrody i nominacje
| Plebiscyt                                          | Data              | Kategoria | Nominowani | Rezultat  |               |
| -------------------------------------------------- | ----------------- | --- | --- | --------- | ------------- |
| Astra Awards                                       | 8 stycznia 2023   | Najlepszy casting w miniserialu lub filmie telewizyjnym                                                        | | Nominacja | [ 23 ]        |
| Astra Creative Arts TV Awards                      | 8 stycznia 2023   | Najlepszy strumieniowy miniserial lub serial antologiczny                                                      | | Nominacja | [ 24 ] [ 25 ] |
| Astra Creative Arts TV Awards                      | 8 stycznia 2023   | Najlepszy aktor w strumieniowym miniserialu lub serialu antologicznym lub filmie telewizyjnym                  | Evan Peters | Wygrana   | [ 24 ] [ 25 ] |
| Astra Creative Arts TV Awards                      | 8 stycznia 2023   | Najlepszy aktor drugoplanowy w strumieniowym miniserialu lub serialu antologicznym lub filmie telewizyjnym     | Kieran Tamondong | Nominacja | [ 24 ] [ 25 ] |
| Astra Creative Arts TV Awards                      | 8 stycznia 2023   | Najlepszy aktor drugoplanowy w strumieniowym miniserialu lub serialu antologicznym lub filmie telewizyjnym     | Richard Jenkins | Nominacja | [ 24 ] [ 25 ] |
| Astra Creative Arts TV Awards                      | 8 stycznia 2023   | Najlepsza aktorka drugoplanowa w strumieniowym miniserialu lub serialu antologicznym lub filmie telewizyjnym   | Niecy Nash-Betts | Wygrana   | [ 24 ] [ 25 ] |
| Astra Creative Arts TV Awards                      | 8 stycznia 2023   | Najlepsza reżyseria w strumieniowym miniserialu lub serialu antologicznym lub filmie telewizyjnym              | Paris Barclay (za odcinek „Bóg miłosierdzia, Bóg zemsty”) | Nominacja | [ 24 ] [ 25 ] |
| Critics’ Choice Super Awards                       | 16 marca 2023     | Najlepszy serial horror                                                                                        | | Nominacja | [ 26 ] [ 27 ] |
| Critics’ Choice Super Awards                       | 16 marca 2023     | Najlepszy aktor w serialu, miniserialu lub filmie telewizyjnym horror                                          | Evan Peters | Wygrana   | [ 26 ] [ 27 ] |
| Critics’ Choice Super Awards                       | 16 marca 2023     | Najlepsza aktorka w serialu, miniserialu lub filmie telewizyjnym horror                                        | Niecy Nash | Nominacja | [ 26 ] [ 27 ] |
| Critics’ Choice Television Awards                  | 15 stycznia 2023  | Najlepsza aktorka drugoplanowa w miniserialu lub filmie telewizyjnym                                           | Niecy Nash | Wygrana   | [ 28 ]        |
| Hollywood Music in Media Awards                    | 16 listopada 2022 | Najlepszy nadzór muzyczny w serialu lub miniserialu telewizyjnym                                               | Amanda Krieg Thomas | Nominacja | [ 29 ]        |
| NAACP Image Awards                                 | 25 lutego 2023    | Najlepsza aktorka w filmie telewizyjny, miniserialu lub fabularnym programie specjalnym fabularnym             | Niecy Nash | Wygrana   | [ 30 ]        |
| Nagrody Gildii Aktorów Ekranowych                  | 26 lutego 2023    | Najlepszy aktor w filmie telewizyjnym lub miniserialu                                                          | Evan Peters | Nominacja | [ 31 ]        |
| Nagrody Gildii Aktorów Ekranowych                  | 26 lutego 2023    | Najlepsza aktorka w filmie telewizyjnym lub miniserialu                                                        | Niecy Nash | Nominacja | [ 31 ]        |
| Nagrody Gildii Amerykańskich Producentów Filmowych | 25 lutego 2023    | Najlepszy producent miniserialu lub serialu antologicznego                                                     | Ryan Murphy, Ian Brennan, Alexis Martin Woodall, Eric Kovtun, Evan Peters, Janet Mock, Scott Robertson, Sara Stelwagen, Tanase Popa, David McMillan, Todd Nenninger, Lou Eyrich, Todd Kubrak, Reilly Smith, Regis Kimble, Richard Jenkins, Mathew Hart | Nominacja | [ 32 ]        |
| Nagrody Telewizyjne Akademii Brytyjskiej (BAFTA)   | 14 maja 2023      | Najlepszy serial zagraniczny                                                                                   | Ryan Murphy, Ian Brennan, Alexis Martin Woodall, David McMillan, Reilly Smith, Carl Franklin | Wygrana   | [ 33 ]        |
| Nagrody Stowarzyszenia Dźwięku Kinowego            | 4 marca 2023      | Najlepszy montaż dźwięku w filmie niekinowym lub miniserialu                                                   | Amanda Beggs, Laura Wiest, Joe Barnett, Jamie Hardt, Judah Getz, Jacob McNaughton (za odcinek „Lionel”) | Nominacja | [ 34 ]        |
| People’s Choice Awards                             | 6 grudnia 2022    | Najlepszy serial do binge-watchingu w 2022                                                                     | | Wygrana   | [ 35 ]        |
| Primetime Creative Arts Emmy                       | 6–7 stycznia 2024 | Najlepszy casting w miniserialu, serialu antologicznym lub filmie telewizyjnym                                 | Robert J. Ulrich, Eric Dawson, Carol Kritzer | Nominacja | [ 36 ]        |
| Primetime Creative Arts Emmy                       | 6–7 stycznia 2024 | Najlepsza stylizacja fryzur z epoki                                                                            | Shay Sanford-Fong, Maggie Hayes Jackson, Michael S. Ward, Havanna Pratt (za odcinek „Lionel”) | Nominacja | [ 36 ]        |
| Primetime Creative Arts Emmy                       | 6–7 stycznia 2024 | Najlepszy makijaż z epoki (nie prostetyczny)                                                                   | Gigi Williams, Michelle Audrina Kim (za odcinek „Odc. pierwszy”) | Nominacja | [ 36 ]        |
| Primetime Creative Arts Emmy                       | 6–7 stycznia 2024 | Najlepsze kostiumy z epoki w miniserialu, serialu antologicznym lub filmie telewizyjnym                        | Rudy Mance, Monica Chamberlain, Desmond Smith, Suzy Freeman (za odcinek „Nie odchodź”) | Nominacja | [ 36 ]        |
| Primetime Creative Arts Emmy                       | 6–7 stycznia 2024 | Najlepszy montaż w miniserialu, serialu antologicznym lub filmie telewizyjnym                                  | Stephanie Filo (za odcinek „Pudełko grzecznego chłopca”) | Nominacja | [ 36 ]        |
| Primetime Creative Arts Emmy                       | 6–7 stycznia 2024 | Najlepszy montaż dźwięku w miniserialu, serialu antologicznym lub filmie telewizyjnym lub programie specjalnym | Gary Megregian, Borja Sau, Bruce Tanis, David Klotz, Sam Munoz, Noel Vought (za odcinek „Bóg miłosierdzia, Bóg zemsty”) | Nominacja | [ 36 ]        |
| Primetime Creative Arts Emmy                       | 6–7 stycznia 2024 | Najlepsze miksowanie dźwięku w miniserialu, serialu antologicznym lub filmie telewizyjnym                      | Laura Wiest, Jamie Hardt, Joe Barnett, Amanda Beggs (za odcinek „Lionel”) | Nominacja | [ 36 ]        |
| Primetime Emmy                                     | 15 stycznia 2024  | Najlepszy miniserial lub serial antologiczny                                                                   | | Oczekuje  | [ 36 ]        |
| Primetime Emmy                                     | 15 stycznia 2024  | Najlepszy aktor pierwszoplanowy w miniserialu, serialu antologicznym lub filmie telewizyjnym                   | Evan Peters | Oczekuje  | [ 36 ]        |
| Primetime Emmy                                     | 15 stycznia 2024  | Najlepszy aktor drugoplanowy w miniserialu, serialu antologicznym lub filmie telewizyjnym                      | Richard Jenkins | Oczekuje  | [ 36 ]        |
| Primetime Emmy                                     | 15 stycznia 2024  | Najlepsza aktorka drugoplanowa w miniserialu, serialu antologicznym lub filmie telewizyjnym                    | Niecy Nash-Betts | Oczekuje  | [ 36 ]        |
| Primetime Emmy                                     | 15 stycznia 2024  | Najlepsza reżyseria w miniserialu, serialu antologicznym lub filmie telewizyjnym                               | Carl Franklin (za odcinek „Odc. pierwszy”) | Oczekuje  | [ 36 ]        |
| Primetime Emmy                                     | 15 stycznia 2024  | Najlepsza reżyseria w miniserialu, serialu antologicznym lub filmie telewizyjnym                               | Paris Barclay (za odcinek „Uciszony”) | Oczekuje  | [ 36 ]        |
| Satelity                                           | 3 marca 2023      | Najlepszy miniserial lub film telewizyjny                                                                      | | Nominacja | [ 37 ] [ 38 ] |
| Satelity                                           | 3 marca 2023      | Najlepszy aktor w miniserialu lub filmie telewizyjnym                                                          | Evan Peters | Wygrana   | [ 37 ] [ 38 ] |
| Satelity                                           | 3 marca 2023      | Najlepszy aktor drugoplanowy w serialu, miniserialu lub filmie telewizyjnym                                    | Richard Jenkins | Nominacja | [ 37 ] [ 38 ] |
| Złote Globy                                        | 9 stycznia 2023   | Najlepszy miniserial, serial antologiczny lub film telewizyjny                                                 | | Nominacja | [ 39 ]        |
| Złote Globy                                        | 9 stycznia 2023   | Najlepszy aktor w miniserialu, serialu antologicznym lub filmie telewizyjnym                                   | Evan Peters | Wygrana   | [ 39 ]        |
| Złote Globy                                        | 9 stycznia 2023   | Najlepsza aktorka drugoplanowa w miniserialu lub filmie telewizyjnym                                           | Niecy Nash | Nominacja | [ 39 ]        |
| Złote Globy                                        | 9 stycznia 2023   | Najlepszy aktor drugoplanowy w miniserialu lub filmie telewizyjnym                                             | Richard Jenkins | Nominacja | [ 39 ]        |

### Reakcje społeczne i rodzin postaci

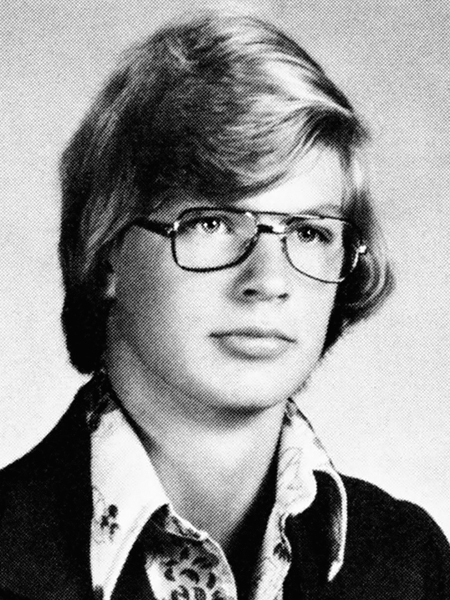
Jeffrey Dahmer (1978)

Według obliczeń magazynu „Variety” w tygodniu 19–25 września 2022 w serwisie społecznościowym Twitter pojawiło się ponad 918 tysięcy wpisów na temat Dahmera – Potwora: Historii Jeffreya Dahmera, co było w tym okresie najwyższym wynikiem spośród wszystkich programów telewizyjnych. W mediach społecznościowych pojawiły się protesty przeciwko zakwalifikowaniu miniserialu przez Netlix w kategorii programów o LGBTQ ze względu na fakt, że Jeffrey Dahmer, choć był homoseksualny, nie stanowi odpowiedniej reprezentacji tej społeczności. W wyniku krytyki Netflix usunął produkcję z tej kategorii.
Miniserial był również krytykowany w mediach społecznościowych za pogłębianie traum rodzin ofiar Dahmera. Rita Isbell, siostra zamordowanego przez Dahmera Errola Lindseya, napisała w eseju dla portalu Insider, że serial przywraca jej ból z przeszłości.

Nikt się ze mną nie kontaktował w sprawie serialu. Uważam, że Netflix powinien nas spytać, czy mamy coś przeciwko i jak się zapatrujemy na produkcję. O nic mnie nie spytali, po prostu to nakręcili. Nie żądam pieniędzy, chociaż o to w tym serialu chodzi: o to, by Netflix zarobił. Zrozumiałabym nawet, gdyby przekazali część pieniędzy chociażby dzieciom ofiar, niekoniecznie całym ich rodzinom (…). Wtedy nie wydawałoby się to takie szorstkie i niedbałe. Smuci mnie, że zarabiają pieniądze na tragedii, to zwykła chciwość.

Miniserial skrytykował też inny krewny Lindseya, Eric Perry. 

Mam wrażenie, że media społecznościowe i Netflix w połączeniu z wysokiej rangi producentami i aktorami wzmocnili Jeffreya Dahmera bardziej niż ktokolwiek wcześniej. Dahmer nigdy wcześniej nie był memem. Jedna tragedia dzieli nas od tego, by nasze życia zostały zredukowane do ulubionego serialu twojego sąsiada do binge-watchingu. A co najważniejsze, jeśli chcesz zbudować coś na podstawie prawdziwych ludzi i doświadczeń, minimum tego, co powinieneś zrobić, to się z nimi z szacunku skontaktować.

Shirley Hughes, matka zamordowanego przez Dahmera Tony’ego Hughesa, powiedziała w rozmowie z czasopismem „The Guardian”, że nie rozumie dlaczego producenci mogą wykorzystywać w serialu jej rodzinę. Lionel Dahmer, ojciec Jeffreya, zapowiedział, że rozważa pozwanie Netfliksa za niewłaściwe przedstawienie go.
Twórca i producent wykonawczy miniserialu, Ryan Murphy, wyznał, że w procesie preprodukcji serialu ekipa skontaktowała się z około 20 członkami rodzin ofiar Dahmera, jednak nikt im nie odpowiedział.